# Semnul bradului
Semnul bradului este un film românesc din 1971 regizat de Slavomir Popovici.